# Niki Yiannouchou
Niki Yiannouchou (Grieks: Νίκη Γιαννούχου) (ook wel gespeld als Niki Giannouchou) (1997) is een Griekse zangeres. Ze vertegenwoordigde Griekenland tijdens het Junior Eurovisiesongfestival 2008 met haar liedje Kapoia Nychta (Een Nacht), waarmee ze met 19 punten de 14e plaats wist te halen.

## Biografie
Yiannouchou woont in Agios Stefanos te Athene, samen met haar vader, die werkt als chemicus, moeder die werkt als dokter en haar jongere zusje Vivianna.
Yiannouchou leert Engels en Frans, samen met zingen en dansen, met speciale aandacht voor Latijnse en Griekse dans. Verder zijn haar hobby's ook nog te vinden in de gymnastiek, het basketbal en het meedoen in toneelstukken en andere theatrale stukken.
Yiannouchou neemt sinds 2003 pianolessen. Ze speelt ook mee in de plaatselijke band, waar ze de drum, trompet en fluit bespeelt.